# StarCraft II: Wings of Liberty
StarCraft II: Wings of Liberty е компютърна игра, стратегия в реално време, разработена от Blizzard Entertainment, продължение на StarCraft (1998). Издадена е на 27 юли 2010 г. с версия за Microsoft Windows (XP, Vista и 7) и Mac OS X. StarCraft II е разделена на три части: основната игра, с подзаглавие Wings of Liberty, и две разширения – Heart of the Swarm и Legacy of the Void.
Действието се развива през XXVI век в отдалечен край на галактиката Млечен път, където три раси – Теран, Зерг и Протос водят война за надмощие. Wings of Liberty проследява приключенията на Джим Рейнър, водач на бунтовническа група срещу автократичния режим на тераните.

## Геймплей
Според своите създатели, StarCraft II е проектиран да бъде „крайно конкурентна реалновремева стратегическа игра“, основавайки се на успехите от неговия предшественик, StarCraft. Включват се и трите раси от оригиналната игра – Protoss, Terran и Zerg; Близард казва още, че това са единствените раси, с които може да се играе играта. StarCraft II също е проектиран да бъде фокусиран по-силно върху мултиплейърния аспект, в сравнение с оригиналния StarCraft. Промените включват цялостно подобряване в Battle.net, нова конкурентна ледър система за рангови игри, и нова система проектирана за да противопоставя играчи със сходно ниво на игрово умение. В допълнение, риплей функцията, която позволява на играчите да записват и преглеждат стари игри, е подобрена. Близард също са започнали да правят подобрения по играта, предложени от феновете им.
Старкрафт II продължава използването на предварително предоставени кинематографични клипове, за издигане на сюжета докато също се издига и качеството на in-game епизодични сцени в нивата, които са създадени чрез същия двигател (engine) като свойствата на графиката като генериращия образи двигател в самата игра. Близард казва, че с новия графичен двигател, който StarCraft II ще използва за да усвой геймплея, те „могат всъщност да правят in-game епизодите на почти кинематографично ниво“.
Повечето протоски и терански единици, и някои зергски единици бяха показани на официалния сайт на StarCraft II, и в някои видео демонстрации притежавани от Близард. Подобренията включват засиленото обогатяване на околната среда и графично по-подробен терен, както и като тип пространство – плаващи платформи с планетите и астероиди във фонов режим. Малките скали, разширенията, дори и рекламните знаци са били подобрени и изчистени.
Главният дизайнер на играта, Дъстин Броудър, дискутира с Shacknews някои от уникалните мисии които може да бъдат включени в кампанията „Wings of Liberty“(„ Криле на свободата“). В едно ниво полето ще се пълни с лава на всеки 5 минути, принуждаващо играчите да местят единиците си на по-високо място, или да ги гледат как се разрушават. В друга мисия враговете ще атакуват само през нощта. Single Player мисиите ще бъдат високо персонализирани. В промеждутъка на мисиите играчът ще може да избира единици, сгради и ъпгрейди, които няма да ги има в Мултиплейър мисиите.
Galaxy Editor, редакторът на кампании в StarCraft II, ще бъде по-сложен от обикновения редактор на StarCraft – StarEdit и едитора на Warcraft III – World Editor за създаването на собствени карти и модове. Единиците от оригиналния StarCraft и липсващите в мултиплейър версията на StarCraft II със своите характеристики и способности, които бяха бракувани по време на процеса на развитие, ще бъдат достъпни в редактора. Крис Сигати, главният продуцент, също заяви, че редакторът ще даде възможност на играчите да създадат RPG, герои, единици и структури, наподобяващи тези от Warcraft III. На Blizzcon 2009, Близард демонстрира Galaxy Editor-а показвайки какво ще могат да правят играчите освен направата на карти. Той ще прилича на Warcraft III едитора, но ще има много повече функции. Близард също коментираха и показаха че ще има и виртуална камера от 3-то лице (като игрите 3rd person shooter).

### Единици
В StarCraft II: Wings of Liberty се очаква да има приблизително същия брой единици като в оригиналната игра. Някои единици от оригиналната игра се завръщат, някои имат нови ъпгрейди или способности. Например, протоската меле единица зилот от оригиналната игра сега има способността да налита напред и бързо да достига до близки врагове като усложняване на ъпгрейда за скорост от оригиналната игра. Други единици са били заменени или премахнати. Други промени по дизайна са били вдъхновение за историите в StarCraft и за допълнението му BroodWar, заменяйки старите единици с нови или преименувани версии, които поддържат различни качества и способности. 
Единиците в StarCraft II: Wings of Liberty имат нови способности, в сравнение с оригинала, които да насърчават по-сложно взаимодействие с игралната среда. Сред тях са включване на елементи които могат да вървят по различни нива на терена , или имат способността да се телепортират на малко разстояние. Някой протоси могат да се превръщат в захранващи терена пилони, с помощта на новата сграда Warp Gate, модификация на съществуващата вече Gateway. В Starcraft II сингъл плейър кампаниите ще имат и нови единици, които ще могат да бъдат използвани само в игралните кампании, но не и в мултиплейър режима. Те се състоят предимно от единици, които са били бракувани от развитие, като например Terran Cobra, както и различни единици от оригиналния Starcraft като Terran Goliath, Wraith и Vulture.

### StarCraft II Пазар
Съвсем новото допълнение към направата на карти от потребители, където най-добрите карти(HQ maps) ще се продават за малка сума като „премиум карти“ чрез Battle.NET. Начинътна плащане все още не е обявен.
Dustin Browder спомена, че дори карти направени от потребители(player-created) като DotA (Defense of the Ancients) в Warcraft III няма да са качествени, за да бъдат пуснати за продажба като „HQ map“.

## Синопсис

### Персонажи и настройки
Историята на StarCraft II заема място 4 години след StarCraft: Brood War, и предвижда завръщането на някой от персонажите от оригиналните серии; които включват Zeratul, Arcturus Mengsk, Artanis, Sarah Kerrigan, и Jim Raynor. Играчите също ще пре-посетят световете от оригиналната игра, като Char, Mar Sara, и Braxis; също и новите светове, като планетата-джунгла Bel'Shir. Потвърдено е че Xel'Naga, древната раса, отговорна за създаването на Протосите и Зергите, ще играе голяма роля в историята.

## В ролите
StarCraft II има някои нови и завърнали се озвучутели. Звуковия режисьор на играта е Андрея Романо. Над 58 озвучители бяха наети и някои дори озвучават множество единици
- Robert Clotworthy в ролята на Джим Рейнър[24][26]
- Нийл Каплан в ролята на Tychus Findlay[24][26]
- James Harper в ролята на Arcturus Mengsk[26]
- Триша Хелфър в ролята на Сара Керигън[24]
- Фред Татасциоре в ролята на Зератул[24]

## Разработка
Разработката на StarCraft II беше обявена на 19 май 2007 в Blizzard Worldwide Invitational в Сеул, Южна Корея.  StarCraft II е разработвана под кодово име Медуза, за конкурентно издаване на Microsoft Windows и Mac OS X. Близард все още не е обявила датата на излизане.  Разработването на играта, първоначално бе отложено за една година, заради пренасочването към World Of Warcraft, започнало в 2003, малко след издаването на Warcraft III: The Frozen Throne. Според Rob Pardo и Chris Sigaty, разработването на StarCraft II е било замразено за година в 2005 поради изискваната помощ за World Of Warcraft.
StarCraft II ще поддържа DirectX 9 (Pixel shader 2.0) и ще бъде напълно съвместим с DirectX 10, въпреки че разработческия екип не е решил дали да добави екслузивните DirectX 10 графични ефекти. Mac версията ще използва OpenGL. Играта ще съдържа и Havok physics engine, които позволява по-реалистична среда, като „отломки движещи се по рампа“. Освен това, има планове за изпълнение на VoIP в играта.
Откакто е обявена играта, феновете имаха шанс за участие в разработката на StarCraft II чрез обратна връзка и въпроси във фенсайтове и форуми. Периодично Blizzard Entertainment пускаха ВиО партиди, уеб страници за единиците, сградите и подкасти (наименувани „BlizzCast“), и постове от служители на Blizzard във форумите.
В юни 2008 Blizzard Worldwide Invitational, Изпълнителният Вице-Президент Rob Pardo беше цитиран като каза че разработката на кампанията е една-трета готова. Той допълни още, че StarCraft II ще бъде пусната като трилогия от игри, започващи от Wings of Liberty, фокусиран на Тераните, последван от Heart of the Swarm, гравитиращ около Зерг, и за финал Legacy of the Void, посветен на протосите. От 6 май 2009, е възможно да се запишете за бетафазата на играта, която ще започне в лятото на 2009 според разработчиците. На 25 февруари 2009, Близард обяви Blizzard Theme Park Contest, където наградите включват 2 бета ключа за StarCraft II. В обновените новини на страницата на Battle.net за Warcraft III: The Frozen Throne те посочват 20-те топ играча от всеки реалм, които ще получат SC2 Бета Ключ.
Роб Пардо посочи в юнско интервю, че LAN поддръжката няма да бъде включена в StarCraft II. Причината за това била да се принудят играчите да използват Battle.net, и да помогнат в борбата срещу пиратството. Това създаде много протестни действия, повечето от които във вид на онлайн петиции., вместо това нова Battle.net добавка ще бъде като LAN поддръжката, за което няма повече детайли за сега.

### Beta
Близард бяха насрочили време за първата публична бета лятото на 2009, но така и не беше обявена датата. От 6 май 2009, беше възможно да се записването за бета фазата на играта.. Ноември 2009, продуцента на играта Крис Сигати потвърди че няма да има публична бета за играта в 2009 но увери феновете на играта, че това ще се случи следващата година.
На 17 февруари 2010 започна затворената бета на StarCraft 2. Очаква се бетата да продължи от 3 до 5 месеца. Близард също искат да издадат и MapEditor за бетата. Според компанията, те планират да издадат пач с много голямо съдържание до края на бетата.
До днес, четири пача бяха издадени за бетата. Най-новият е пуснат на 6 март. 